# Pessin
Pessin é um município da Alemanha, situado no distrito de Havelland, no estado de Brandemburgo. Tem 20,28 km² de área, e sua população em 2019 foi estimada em 663 habitantes.